# Ojos del Salado
Az Ojos del Salado (szó szerint: sós szemek) rétegvulkán az Andok második legmagasabb hegye, Argentína és Chile határán.

## Felépítése, természeti földrajza
Az Andok csúcsainak többségéhez hasonlóan andezit rétegvulkán. A világ legmagasabb aktív vulkánja, Chile legmagasabb és a nyugati félteke második legmagasabb hegye. Az Aconcaguától (6962 m) 600 km-re északra emelkedik az Atacama-sivatag peremén. Éghajlata ezért nagyon száraz. Hó csak a hegycsúcson van, ott is csak télen.

## Magassága
A megadott adatok pontatlanok és kissé eltérőek — ezen a lapon a 21. század elején hivatalos chilei magasság szerepel. Az utóbbi GPS mérések 6900–6905 m közé teszik, sajtóinformációkban ugyancsak 6893 m szerepel. Nem volt nagy pontosságú magasságmeghatározás. Az Ojos del Salado az 1994-es argentin adatokkal ellentétben nagyjából 100 m-rel magasabb, mint a közeli Monte Pissis (6795 m).

## Története
A hegyet először 1937. február 26-án mászta meg a lengyel Jan Alfred Szczepanski és Justyn Wojsznis. Magyarok először 2010. február 4-én érték el a csúcsot. Az első magyar nő, az első magyar házaspár, a legidősebb magyar mászó 2016 februárjában jutott fel. Egy súlyosan kimerült és kiszáradt magyar turistát a mentők 2025. február elején hoztak le a több mint 5800 m magasan kiépített Tejos menedékhelyről.